# Burisma Holdings
Burisma Holdings ist ein Energiekonzern mit Sitz in Limassol, Zypern, der ukrainische Erdgasvorkommen erschließt und ausbeutet.

## Gas- und Ölförderung
Nach Eigenangaben erreichte Burisma Ende 2013 eine Tagesproduktion von ca. 11.600 BOE bzw. 1,8 Mio. m³. Dies entspricht etwa neun Prozent der laufenden Gasfördermenge in der Ukraine.
Burisma besitzt ein Portfolio an Explorationslizenzen für Schiefergas- und Ölfelder in allen drei ukrainischen Schlüsselregionen: im westukrainischen karpatischen Becken, im Dnepr- und Donezbecken sowie im ostukrainischen Asowschen Becken von Kuban. Die Felder befinden sich in unmittelbarer Nähe zu den großen Gaspipelines in der Ukraine und wurden vollständig mit ihnen verbunden.

## Geschichte
Burisma wurde 2002 von dem Unternehmer und späteren ukrainischen Umweltminister Mykola Slotschewskyj und von Mykola Lissin (Микола Павлович Лісін; 1964–2011) gegründet. Die Holding kooperierte mit staatlichen Unternehmen um in das Gasgeschäft der Ukraine einzusteigen. Beide Gründer waren Parlamentsabgeordnete der Werchowna Rada für die Partei der Regionen. Über die Firmen LLC Esco-Pivnich und LLC Pari wurden 2004 erste eigene Explorationslizenzen erworben; die eigene Gasförderung startete 2005.
2006 wurde die Holdinggesellschaft Burisma Holdings auf Zypern gegründet, die später weitere Beteiligungen erwarb. Burisma Holdings ist im Besitz der zypriotischen Brociti Investments Limited, die von Slotschewskyj kontrolliert wird.
Von 2009 bis 2013 wuchs die Fördermenge des Konzerns in hohem Tempo.
Burismas Eigentümerschaft war zeitweise unklar. Die Generalstaatsanwaltschaft nahm Ermittlungen gegen Burisma auf, da Slotschewskyj, als er Minister für natürliche Ressourcen der Ukraine war, verdächtigt wurde, seine Verbindungen zum Staat unrechtmässig ausgenutzt zu haben und eigenen Firmen Explorationslizenzen erteilt hatte. Nach der Entlassung Wiktor Schokins und der Ernennung von Jurij Luzenko zum neuen Generalstaatsanwalt wurden alle Verfahren gegen Burisma eingestellt.
Zu Beginn der Ukraine-Krise 2013 verstärkte Burisma die Lobbytätigkeit in Washington. Es wurden zwei enge Mitarbeiter von US-Außenminister John Kerry als Lobbyisten für Burisma angestellt. 2013 startete Burisma Holdings einen größeren Managementumbau, der eine „neue Wachstumsperiode“ einleiten solle.
Gegenüber der Öffentlichkeit wurde Burisma auch von der Londoner Beratungs- und PR-Firma von dem britischen PR-Spezialisten Timothy Bell, Baron Bell vertreten.
Im Zuge dessen wurde der US-amerikanische Investmentbanker Alan Apter als Verwaltungsratsvorsitzender angestellt, mit der Aufgabe, die Corporate Governance des Unternehmens zu verbessern und ausländisches Kapital anzuziehen. Apter hat umfangreiche berufliche Erfahrungen aus Tätigkeiten in Osteuropa und der ehemaligen Sowjetunion.

### Lobbyaktivitäten und Verwicklung in den US-Präsidentschaftswahlkampf
Im Mai 2014 meldete Burisma, dass im Verwaltungsrat ein zusätzlicher Sitz für Hunter Biden geschaffen wurde, den Sohn des US-Vizepräsidenten Joe Biden.
Die Berufung von Hunter Biden hatte ein internationales Medienecho hervorgerufen mit Vorwürfen von Interessensverstrickungen, Korruption und Nepotismus. Vizepräsident Biden erklärte, es gebe keinen Interessenkonflikt und er unterstütze keine bestimmten Unternehmen im Land. Der Pressesprecher des Weißen Hauses unter der Präsidentschaft von Barack Obama, Jay Carney, verweigerte eine Kommentierung mit der Bemerkung, dass „Hunter Biden und andere Mitglieder der Familie offensichtlich private Bürger“ seien. Die Aufmerksamkeit richtete sich auch auf den polnischen Ex-Staatspräsidenten Aleksander Kwaśniewski, auf Devon Archer, ehemaliger Wahlkampfmanager des damaligen US-Außenministers John Kerry und auf David J. Leiter, ehemaliger Stabschef im Senat von John Kerry. Kwaśniewski und Archer waren kurz zuvor ebenfalls in Burisma-Verwaltungsrat eingetreten (Kwaśniewski im Januar 2014, Archer im April 2014). Im Februar 2017 trat auch noch Joseph Cofer Black, der Direktor des CIA Counterterrorist Center (CTC) von 1999 bis 2002 in der George W. Bush-Administration, in den Vorstand von Burisma ein.
Laut Medienberichten zahlte Burisma 2014 und 2015 insgesamt 3,4 Millionen USD an die Investment-Firma Rosemont Seneca Bohai, welche Hunter Biden bis zu 50.000 USD monatlich zahlte. Hunter Biden war mit Christopher Heinz, dem Stiefsohn von US-Außenminister John Kerry, Ko-Eigentümer von Rosemont Seneca Partners, und auch Archer war dort Partner. Heinz distanzierte sich im Folgenden von Rosemont Seneca Partners und hatte, wie er gegenüber The Washington Examiner erklärte, seit 2015 keinen Anteil mehr an dieser Firma. 2016 wurde der Generalstaatsanwalt Wiktor Schokin unter dem Druck von US-Vize-Präsident Joe Biden entlassen.
Zu diesem Zeitpunkt wurde gegen den Eigentümer des Konzerns Mykola Slotschewskyj in London Geldwäsche-Vorwürfe erhoben und seine die Konten waren eingefroren. Gegen Hunter Biden gab es keinerlei Ermittlungen. Nachdem neue ukrainische Generalstaatsanwalt Jurij Luzenko nicht die benötigten Unterlagen bereitstellte, wies das Londoner Gericht die Klage ab und gab die eingefrorenen Vermögenswerte im Januar 2015 wieder frei. Im September 2015 kritisierte der damalige US-Botschafter in der Ukraine Geoffrey R. Pyatt, dass die ukrainische Staatsanwaltschaft die Ermittlungen nicht unterstütze.
Im Juni 2016 veranstalteten Burisma und Fürst Albert II von Monaco das „International Forum on Energy Security in Europe“ im Monte Carlo Yacht Club.
An der Veranstaltung nahmen unter anderem teil: Aleksander Kwaśniewski (Präsident von Polen 1995–2005), Joschka Fischer (Vizekanzler von Deutschland 1998–2005) und Andris Piebalgs (EU-Energiekommissar 2004–2009), T. J. Glauthier (US-Vize-Energieminister 1999–2001, Präsident von TJG Energy Associates), Hunter Biden (Unabhängiger Direktor von Burisma), Ireneusz Bil (Direktor der Aleksander Kwasniewski-Stiftung "Amicus Europae"), Jean-Arnold Vinois (Vertreter der Europäischen Kommission für Energiepolitik).
Anfang 2018 gab Joe Biden in einem Gespräch mit Voice of America bekannt, dass der Rücktritt des Generalstaatsanwalts Schokin Bedingung für Kreditgarantien an die Ukraine in Höhe von einer Milliarde Dollar gewesen sei. Während einer Podiumsdiskussion des Council on Foreign Relations erzählte Biden, wie er den damaligen Präsidenten Poroschenko und den damaligen Regierungschef Jazenjuk, dazu brachte, den Generalstaatsanwalt Schokin zu entlassen.
Hunter Biden trat 2019 aus dem Verwaltungsrat von Burisma aus, bevor sein Vater sich als Kandidat für die US-Präsidentschaft aufstellen ließ.
Im September 2019 wurde durch einen Whistleblower bekannt, dass US-Präsident Donald Trump am 25. Juli 2019 Wolodymyr Selenskyj telefonisch darum bat, Ermittlungen in Bezug auf Biden aufzunehmen, was zur „Ukraine-Affäre“ führte. Trump warf Biden vor, die ukrainische Führung unter Druck gesetzt und den Rücktritt des Generalstaatsanwalts erreicht zu haben, der gegen Burisma ermittelt hatte.
Im September 2019 wurde auf Wiktor Schokin ein Mordanschlag mit Quecksilber verübt.
Im Oktober 2019 kündigte die ukrainische Justiz an, Untersuchungen zum Korruptionsverdacht im Zusammenhang mit Burisma aufzunehmen. Es gehe dabei um Geschäfte, in die unter anderem Slotschewsky und der ukrainische Geschäftsmann Sergej Kurtschenko verwickelt sein könnten, jedoch gehe es dabei nicht um Biden.